# Charles Michel
Charles Michel (ur. 21 grudnia 1975 w Namurze) – belgijski i waloński polityk oraz prawnik. W latach 2007–2011 minister ds. kooperacji, w latach 2011–2014 i w 2019 przewodniczący Ruchu Reformatorskiego, w latach 2014–2019 premier Belgii, w latach 2019–2024 przewodniczący Rady Europejskiej.

## Życiorys
Syn Louisa Michela, brat Mathieu Michela. W 1998 ukończył studia prawnicze na Université Libre de Bruxelles (ULB), w tym samym roku w Brukseli rozpoczął praktykę w zawodzie. Kształcił się też na Universiteit van Amsterdam. Od pierwszej połowy lat 90. związany z Partią Reformatorsko-Liberalną, współtworzącą od 2002 Ruch Reformatorski.
Od 1994 do 1999 był radnym prowincji Brabancja Walońska (od 1995 jej wiceprzewodniczącym). W latach 2000–2004 w rządzie Regionu Walońskiego zajmował stanowisko ministra spraw wewnętrznych i komunikacji społecznej. W 2006 został wybrany na burmistrza miasta Wavre (funkcję tę formalnie pełnił przez dwie sześcioletnie kadencje). W 1999, 2003, 2007, 2010, 2014 i 2019 uzyskiwał mandat posła do federalnej Izby Reprezentantów. 21 grudnia 2007 Guy Verhofstadt powierzył mu tekę ministra współpracy na rzecz rozwoju w swoim przejściowym rządzie krajowym. To samo stanowisko obejmował w trzech kolejnych gabinetach kierowanych przez Yves'a Leterme, Hermana Van Rompuya i ponownie pierwszego z nich. W lutym 2011 odszedł z rządu w związku z objęciem przywództwa w Ruchu Reformatorskim.
Po wyborach parlamentarnych z 25 maja 2014 w Belgii kolejny raz rozpoczęły się długotrwałe rozmowy mające na celu utworzenie nowego rządu. Charles Michel odgrywał w nich jedną z głównych ról – w czerwcu został informateurem, a w lipcu (obok Krisa Peetersa) jednym z dwóch formateurów.
7 października 2014 ostateczne warunki porozumienia uzgodniły Ruch Reformatorski (MR) z Walonii oraz trzy ugrupowania z Flandrii: Chrześcijańscy Demokraci i Flamandowie (CD&V), Nowy Sojusz Flamandzki (N-VA) i Flamandzcy Liberałowie i Demokraci (Open VLD), zawiązując pierwszą od ponad 25 lat koalicję bez udziału socjalistów. Charles Michel został wspólnym kandydatem na premiera. Skład nowego gabinetu ogłoszono 10 października 2014. Następnego dnia zaprzysiężono lidera MR na urzędzie premiera oraz pozostałych członków rządu. W tym samym miesiącu ustąpił ze stanowiska przewodniczącego MR (zastąpił go Olivier Chastel).
8 grudnia 2018 Nowy Sojusz Flamandzki, sprzeciwiając się przyjęciu Światowego Paktu w sprawie Migracji, opuścił koalicję rządową. Następnego dnia Charles Michel dokonał rekonstrukcji rządu, funkcjonującego od tej pory jako trójpartyjny gabinet mniejszościowy. 18 grudnia 2018 podał się do dymisji po tym, jak w parlamencie socjaliści i zieloni wystąpili z inicjatywą wotum nieufności wobec jego rządu. Trzy dni później król Filip po przeprowadzonych konsultacjach przyjął tę rezygnację, powierzając jego gabinetowi dalsze bieżące zarządzanie. W lutym 2019 powrócił na funkcję przewodniczącego partii.
2 lipca 2019 dotychczasowy przewodniczący Rady Europejskiej Donald Tusk poinformował, że Charles Michel decyzją RE został wyznaczony na jego następcę na tym stanowisku. Charles Michel złożył w konsekwencji rezygnację ze stanowiska premiera; 27 października 2019 na stanowisku tym zastąpiła go Sophie Wilmès. W listopadzie 2019 zakończył też pełnienie funkcji przewodniczącego MR. 29 listopada Donald Tusk oficjalnie przekazał mu obowiązki przewodniczącego Rady Europejskiej.
Jego kadencja na tej funkcji rozpoczęła się 1 grudnia 2019. 24 marca 2022 Rada Europejska ponownie wybrała go na to stanowisko przewodniczącego. Urząd ten sprawował do końca listopada 2024, 1 grudnia tegoż roku zastąpił go António Costa.

## Skład rządu

### Do 9 grudnia 2018
- premier: Charles Michel (MR)
- wicepremier, minister spraw wewnętrznych: Jan Jambon (N-VA)
- wicepremier, minister pracy, gospodarki i ochrony konsumentów: Kris Peeters (CD&V)
- wicepremier, minister rozwoju, agendy cyfrowej, telekomunikacji i poczty: Alexander De Croo (Open VLD)
- wicepremier, minister spraw zagranicznych i europejskich: Didier Reynders (MR)
- minister finansów: Johan Van Overtveldt (N-VA)
- minister obrony i służby cywilnej: Steven Vandeput (N-VA, do 12 listopada 2018), Sander Loones (N-VA, od 12 listopada 2018)
- minister budżetu i loterii narodowej: Hervé Jamar (MR, do 22 września 2015), Sophie Wilmès (MR, od 22 września 2015)
- minister ds. samozatrudnienia, małych i średnich przedsiębiorstw, rolnictwa i integracji społecznej: Willy Borsus (MR, do 28 lipca 2017), Denis Ducarme (MR, od 28 lipca 2017)
- minister ds. emerytur: Daniel Bacquelaine (MR)
- minister ds. mobilności i NMBS: Jacqueline Galant (MR, do 15 kwietnia 2016), François Bellot (MR, od 18 kwietnia 2016)
- minister energii, środowiska i zrównoważonego rozwoju: Marie-Christine Marghem (MR)
- minister sprawiedliwości: Koen Geens (CD&V)
- minister zdrowia i spraw społecznych: Maggie De Block (Open VLD)
- sekretarze stanu: Theo Francken (N-VA), Elke Sleurs (N-VA, do 20 lutego 2017), Pieter De Crem (CD&V), Bart Tommelein (Open VLD, do 29 kwietnia 2016), Philippe De Backer (Open VLD, od 2 maja 2016), Zuhal Demir (N-VA, od 24 lutego 2017)

### Od 9 grudnia 2018
- premier: Charles Michel (MR)
- wicepremier, minister spraw zagranicznych i europejskich oraz obrony: Didier Reynders (MR)
- wicepremier, minister rozwoju i finansów: Alexander De Croo (Open VLD)
- wicepremier: Kris Peeters (CD&V, do 1 lipca 2019), Koen Geens (CD&V, od 2 lipca 2019)
- minister pracy, gospodarki i ochrony konsumentów, przeciwdziałania ubóstwu, osób niepełnosprawnych, równych szans: Kris Peeters (CD&V, do 1 lipca 2019), Wouter Beke (CD&V, od 2 lipca 2019 do 2 października 2019), Nathalie Muylle (CD&V, od 3 października 2019)
- minister sprawiedliwości: Koen Geens (CD&V)
- minister ds. uproszczenia administracji, agendy cyfrowej, telekomunikacji i poczty: Philippe De Backer (Open VLD)
- minister spraw wewnętrznych: Pieter De Crem (CD&V)
- minister zdrowia i spraw społecznych, azylu i migracji: Maggie De Block (Open VLD)
- minister ds. samozatrudnienia, małych i średnich przedsiębiorstw, rolnictwa i integracji społecznej oraz polityki miejskiej: Denis Ducarme (MR)
- minister budżetu i loterii narodowej, polityki naukowej i służby cywilnej: Sophie Wilmès (MR)
- minister ds. emerytur: Daniel Bacquelaine (MR)
- minister ds. mobilności i NMBS: François Bellot (MR)
- minister energii, środowiska i zrównoważonego rozwoju: Marie-Christine Marghem (MR)

## Odznaczenia
- Order Księcia Jarosława Mądrego I klasy (Ukraina, 2021)[20]
- Order „Za zasługi” I klasy (Ukraina, 2022)[21]